# Maurice-Quentin de La Tour
Pour les articles homonymes, voir De la Tour.
Ne pas confondre avec les peintres Georges de La Tour et Henri Fantin-Latour.
Maurice-Quentin de La Tour,  né le 5 septembre 1704 à Saint-Quentin, où il est mort le 17 février 1788, est un portraitiste pastelliste français.

## Biographie

### Jeunesse et formation

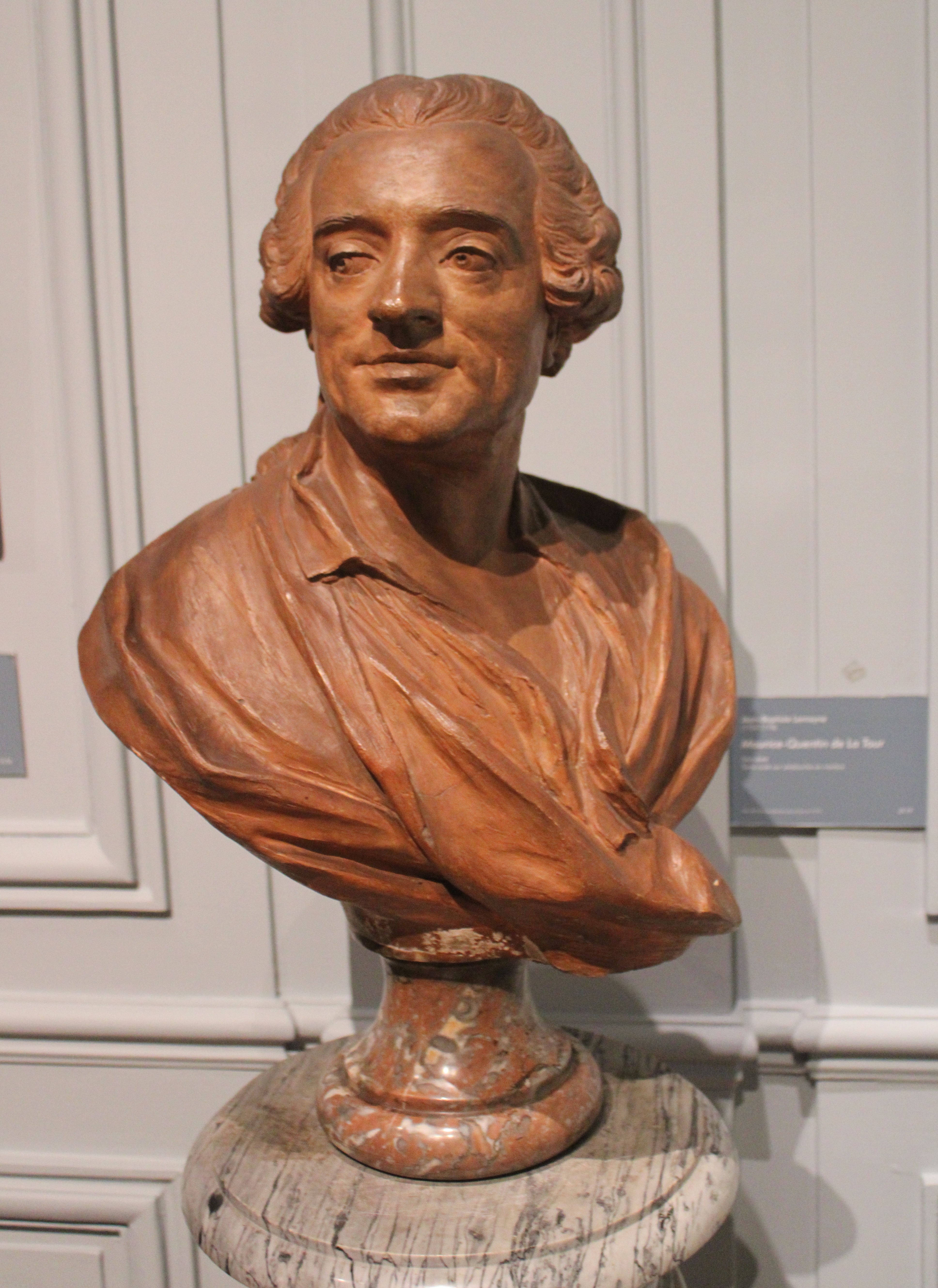
Buste de Maurice-Quentin de La Tour par Jean-Baptiste Lemoyne - Musée Antoine-Lécuyer Saint-Quentin.

Troisième fils de François de La Tour, maître écrivain, ingénieur géographe et chantre de la collégiale de Saint-Quentin, et de Reine Zanar, Maurice-Quentin de La Tour est né et a grandi au 57 rue de La Tour à l’ombre de l’église dans le quartier occupé par les chanoines et la maîtrise. Durant son enfance, au lieu d’écouter le professeur, il croquait ses camarades et couvrait ses cahiers d’esquisses. En 1718, il dédia au principal du collège, Nicolas Desjardins, une perspective de Saint-Quentin dessinée au crayon. Son frère ainé avait pris la carrière des finances et son cadet celle des armes. Au sortir du collège, à dix-huit ans, voulant devenir peintre, il quitta Saint-Quentin pour Reims, puis Cambrai, à la recherche de modèles et de maitres.
Il entre en apprentissage chez Claude Dupouch, peintre et membre de la prestigieuse Académie de Saint-Luc, à Paris, le 16 octobre 1719. En 1722, il retourne à Saint-Quentin où il entretient une liaison avec sa cousine germaine, âgée de 22 ans, Anne Bougier.

En 1725, séjournant à Cambrai, où s'est réuni le congrès destiné à réconcilier l’empereur Charles VI et le roi Philippe V d'Espagne au terme de la guerre anglo-espagnole, il est remarqué, pour le beau portrait qu’il fait d’un ambassadeur d’Espagne, par l’ambassadeur extraordinaire du roi d'Angleterre Horace Walpole, qui l’invite à le suivre à Londres et met à sa disposition une aile de son palais. En Angleterre, la fréquentation de l'aristocratie et la haute aristocratie lui apprend à connaitre la « bonne société » tout en se cultivant. Après avoir orné les salons des riches banquiers, des princes et des coquettes à la mode, ses portraits étaient passés dans l’atelier des premiers graveurs de Londres, William Sharp, Richard Earlom, William Woollett, Valentine Green, qui ont consacré leur burin à la reproduction durable des œuvres légères du pastelliste. Sa prospérité assurée, il quitte l’Angleterre en 1727 et revient en France. Il a alors vingt-trois ans. 

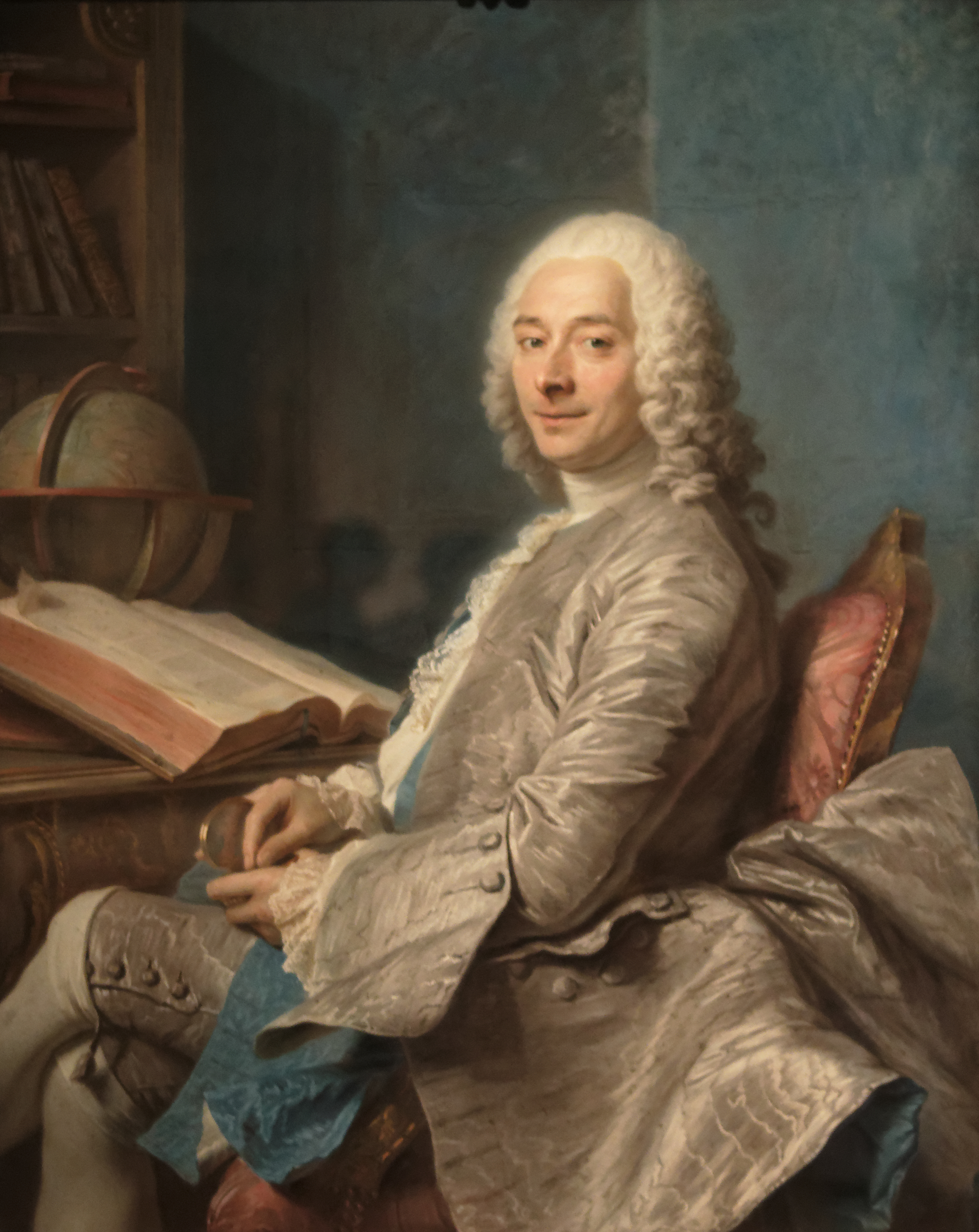
Portrait de Duval de L'Epinoy (marquis de Saint-Vrain). Pastel de 1745 conservé au musée Calouste-Gulbenkian de Lisbonne.

À son retour en France, il s'installe comme peintre à Paris, où, profitant de l’anglomanie ambiante, il se fait passer pour un peintre anglais et se met, avec ses portraits, en rapport avec les personnes en crédit et avec les artistes. Rigaud, qui ne voulait se lier qu’avec des célébrités, le reçoit froidement,. Largillierre, qui avait également eu sa période anglaise devient, en revanche, vite son ami, un conseiller bienveillant et un protecteur. Jean Restout, qui a été son maitre, aura une grande influence sur lui, et le met en relation avec Lemoine, Vien, Carle Vanloo, Vernet, Parrocel, Greuze. Présenté au graveur Tardieu, celui-ci le fait connaitre à Pierre Delaunay, peintre de l’Académie de Saint-Luc, marchand de tableaux quai de Gesvres, puis à Vermansal, qui le fait entrer dans l’atelier du peintre belge et ami de Watteau, Jean-Jacques Spoëde, où il fait des portraits, qui le font remarquer par Louis de Boullogne, premier peintre du roi, qui lui dit : 
« Vous ne savez encore ni peindre ni dessiner mais vous possédez un talent qui peut vous mener loin". » 
Ce bienveillant protecteur, qui devait mourir en 1733, lui ayant conseillé de « dessiner beaucoup », il abandonne à jamais la peinture à l’huile bien qu'il ait fait un portrait de Carle Vanloo, et une toile représentant le satyre Marsyas, pour le pastel, poudre colorée déposée sur papier, parchemin, vélin ou soie, qui doit être protégée de tout contact, technique dont la Vénitienne Rosalba Carriera avait lancé la mode en France lors de son passage à Paris en 1720. Il s’enferme pendant deux ans, de 1727 à 1729, pour ne s’occuper que de dessin, apprenant aussi les mathématiques, la géométrie, la physique, lisant les poètes. À la différence de sa devancière qui a produit des allégories et des portraits, il est exclusivement portraitiste. Contrairement à Jean-Baptiste Perronneau, artiste sensible et ouvert à la recherche et qu’il considère comme un rival, il est exclusivement pastelliste. En 1734, Lépicié grave son pastel de Charles de Roddes de La Morlière.

### Les années de succès
Le portrait au pastel de Voltaire, qu’il réalise en 1735, lui assure une grande renommée. Agréé par l’Académie royale de peinture le 25 mai 1737, il expose pour la première fois au Salon en août-septembre de cette même année avec une effigie grandiose du président de Rieux, qui reçoit, dans son château de Passy, toute la société de l'époque, ce qui accroît sa notoriété. Le 10 mars 1745, il obtient son brevet de logement aux galeries du Louvre, en remplacement de Martinot, valet de chambre-horloger du Roi, et expose au Salon en août-septembre le portrait du Roi, celui du Dauphin, du ministre d'État et Contrôleur général Orry, ainsi que plusieurs autres portraits. Le 24 septembre 1746, il est reçu membre de l’Académie royale, avec le Portrait de Restout comme morceau de réception. Le 7 avril 1750, il échange son logement contre celui qu’occupait l’ingénieur d’Hermand. Le 27 mars 1751, il est nommé conseiller de l’Académie royale, qui le désignera, le 4 août 1753 et le 24 juillet 1767, pour faire partie du comité chargé d’examiner les œuvres qui seront exposées au Salon. En août-septembre 1748, il expose 15 portraits au pastel, dont ceux du roi, de la reine et du dauphin, au Salon.

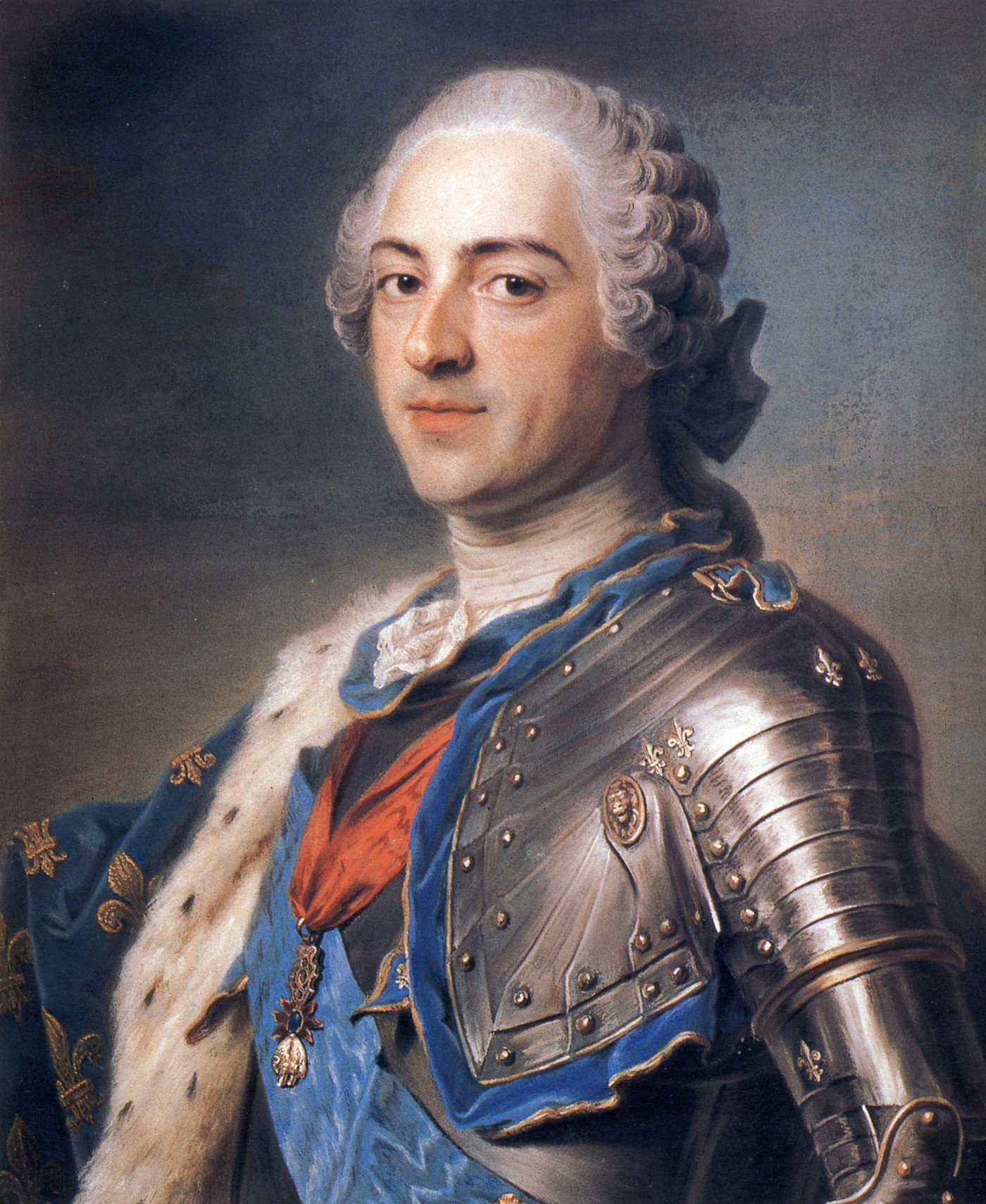
Portrait de Louis XV en buste (exposé au Salon de 1748), Paris, musée du Louvre.

À son apogée, il réalise différents portraits de Louis XV, de la famille royale et de son entourage, et devient ainsi, après Jean-Marc Nattier, un artiste en vogue. À sa maturité, La Tour est un excellent dessinateur ; surnommé « le prince des pastellistes », il acquiert une remarquable maitrise du portrait au pastel, appliquant méthodiquement un ensemble de règles de cadrage, d’éclairage et de composition. Son succès est alors incontesté, la critique unanime, à tel point qu’il sera pris d’une ambition démesurée et rêvera de faire du pastel la technique dominante du portrait (il cherche notamment à faire de très grands formats par collage, concentre sa clientèle sur les plus hauts personnages de l’époque, monopolise le pastel dans le cadre de l’Académie royale). Il tentera de fixer le pastel pour le rendre aussi durable que l’huile (la fixation du pastel se faisait avec des laques ou des vernis : elle porte toujours atteinte à « la fleur du pastel », sa surface mate qui accroche la lumière). Son perfectionnisme méticuleux lui vaudra d’endommager certains de ces portraits. Il se permettra des provocations répétées, comme le portrait d’un esclave noir nostalgique de son pays au milieu des plus hauts dignitaires, de même qu’il affirmera souvent sa sympathie pour les idées philosophiques, même si cela pouvait lui valoir des déconvenues : ayant un jour dit devant le roi : « Il n’y a plus de marines en France. » — « Plus de marines ! et Vernet ? » » aurait répliqué le souverain.
De même, il pouvait se permettre des caprices avec les grands :

« La Tour connaissait mal l’art des courtisans. Mandé pour faire le portrait de Madame de Pompadour, il répondit brusquement : « Dites à Madame que je ne vais pas peindre en ville. » Un de ses amis lui fit observer que le procédé n’était pas très honnête. Il promit de se rendre à la cour au jour fixé ; mais à condition que la séance ne serait interrompue par personne. Arrivé chez la favorite, il réitère ses conventions, et demande la liberté de se mettre à son aise : elle lui est accordée. Tout à coup il détache les boucles de ses escarpins, ses jarretières, son col, ôte sa perruque, l’accroche à une girandole, tire de sa poche un petit bonnet de taffetas, et le met sur sa tête. Dans ce déshabillé pittoresque, le peintre se met à l’ouvrage ; mais à peine a-t-il commencé le portrait, que Louis XV entre dans l’appartement. La Tour dit, en ôtant son bonnet : « Vous aviez promis, Madame, que votre porte serait fermée. » Le roi rit du reproche et du costume de l’artiste, et l’engagea à continuer : « Il n’est pas possible d’obéir à Votre Majesté, répliqua le peintre ; je reviendrai lorsque Madame sera seule. » Aussitôt il se lève, emporte sa perruque, ses jarretières, et va s’habiller dans une autre pièce, en répétant plusieurs fois : « Je n’aime point à être interrompu. » La favorite céda au caprice de son peintre ; et le portrait fut achevé. »

 Il refusa également d’achever le portrait de mesdames de France parce qu’elles le faisaient attendre.
Il fréquentait aussi les diners du lundi de Marie-Thérèse Geoffrin, où il rencontrait Helvétius et Nollet qu’il nommait ses bons amis, Crébillon, Jean-Jacques Rousseau, Duclos, Voltaire,  Diderot, D'Alembert, Dupuis, La Condamine, Buffon, le maréchal de Saxe, Paulmy d’Argenson, le comte d’Egmont, le duc d’Aumont, l’abbé Jean-Jacques Huber dont il aimait tant la conversation et dont il a été institué légataire, l’abbé François-Emmanuel Pommyer, le financier Orry, Piron, et le violoniste Mondonville et tant d’autres. Il a une longue liaison avec la cantatrice Marie Fel dont il réalise, bien sûr, le portrait. Comme en Angleterre, il étudiait la littérature, les mathématiques et la politique, afin de se trouver à la hauteur des conversations qu’il entendait dans les cercles et dans les salons. C’était, parmi les assistants, à qui obtiendrait son portrait, car La Tour choisissait et faisait quelquefois la figure du valet, qui lui paraissait plus spirituelle que celle du maitre,. Dans son atelier, on voyait Restout, qu’il se plaisait à appeler son maitre, le sculpteur Lemoyne qui a exécuté son buste de La Tour, Vien, le maitre de David, Carle Vanloo, Pigalle, Vernet, Parrocel, Largillierre, Rigaud et de Louis-François Marteau actif en Pologne. » Son caractère ne l’avait pas conduit à transmettre ses connaissances. C’est sans doute Adélaïde Labille-Guiard qui, à la génération suivante, conservera le mieux son enseignement.

### Bienfaiteur de la ville de Saint-Quentin

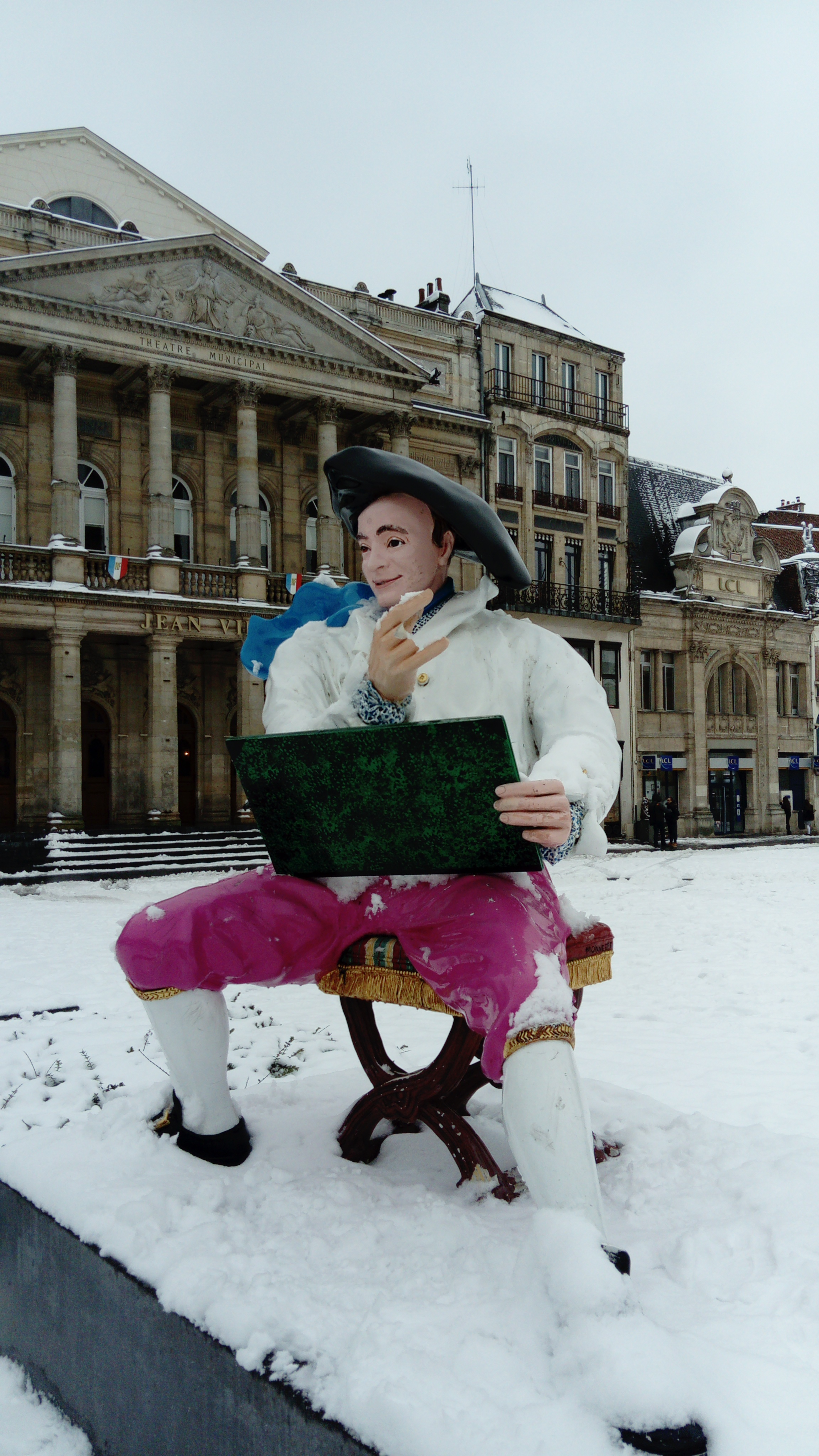
Statue moderne en hommage à Quentin de La Tour sur la place de l'Hôtel-de-Ville de Saint-Quentin.

Lié au mouvement philanthropique des Lumières, il a octroyé des rentes à des institutions religieuses de sa ville natale, pour leurs œuvres sociales. En 1782, il fonde une école de dessin qui existe encore aujourd'hui sous le nom d’École de La Tour.
En 1784, alors qu'il est atteint de démence sénile, sa famille le fait revenir à Saint-Quentin. Après sa mort, en 1788, son fonds d'atelier et une grande partie de son œuvre sont légués à la ville de Saint-Quentin par son frère.

## Œuvre et postérité

Portrait de La marquise de Pompadour 1748-55), Paris, musée du Louvre.

Le style de Maurice Quentin de La Tour est facilement identifiable. Généralement traité en grand format, le sujet est bien placé dans la lumière, toujours de façon à estomper les disgrâces, toujours le coin des lèvres relevé pour évoquer un sourire. Le regard est toujours franc et les carnations parfaites dans leurs teintes et leurs nuances. Sa technique évoluera peu, plus ou moins estompée selon les périodes. Un élément important de sa méthode est la préparation du portrait qui se fait par des croquis rapides au pastel, généralement en série, destinés à trouver le cadrage et l'éclairage qui met le mieux en valeur son sujet. La série des préparations pour le portrait de la Pompadour est édifiante de savoir-faire. Souvent seules ses préparations sont conservées.
De même ses thématiques sont récurrentes : lui-même (série continue d'autoportraits), les grands de ce monde, les artistes et comédiens, les religieux et intellectuels. Parmi les portraits célèbres de Maurice Quentin de la Tour, on citera : Maurice de Saxe, Voltaire, Louis XV, D’Alembert, Jean-Jacques Rousseau, la dauphine Marie-Josèphe, le Prince François-Xavier de Saxe, le Prince Clément-Wenceslas de Saxe, Madame de Pompadour, Marie-Christine de Saxe, Choderlos de Laclos, Grimod de La Reynière, Belle de Zuylen, Justine Favart, etc.
Lors des nostalgiques retours en grâce du siècle des Lumières, La Tour sera recherché des plus grands collectionneurs (Wildenstein, Gulbelkian, Getty, etc.) À la fin du XIXe siècle, beaucoup de pastels lui étaient aveuglément attribués. Indépendamment du personnage représenté, les portraits de de La Tour voient alors leur valeur fluctuer considérablement. Payés des fortunes de son vivant, ils devinrent invendables après la Révolution car sa technique, le choix des sujets tout comme sa personnalité en faisaient un artiste partisan. Il n'en reste pas moins vrai que la grande rétrospective, organisée à Versailles en 2004 pour le 300e anniversaire de sa naissance, a mis en évidence une remarquable cohérence stylistique et une incontestable maîtrise technique, qui le placent au premier plan de l'art européen sous Louis XV. Sa technique picturale spécifique comporte déjà de nombreux aspects qui ne seront mis en valeur qu'à l'époque moderne.
Le musée Antoine-Lécuyer à Saint-Quentin, conserve la plus grande collection de pastels de l’artiste, fruit d’un legs à sa ville natale.
- Autoportrait à l'œil de bœuf, vers 1737, pastel sur papier bleu, 59 × 49 cm, Musée du Louvre, Paris[27]
- Portrait de Gabriel Bernard de Rieux, 1739–1741, pastel et gouache, 201 × 150 cm, Getty Center, Los Angeles[28]
- Portrait de Madame la présidente de Rieux, en habit de bal, tenant un masque, 1742, pastel sur papier collé sur toile, 116 × 90 cm, Musée Cognacq-Jay[29]
- Portrait de Philibert Orry (1689-1747), 1745, pastel sur papier gris-bleu, 114 × 88 cm, Musée du Louvre, Paris[30]
- Le Maréchal de Saxe, vers 1745, pastel sur papier bleu, 58 × 48 cm, Musée du Louvre, Paris[31]
- Portrait de Nicole Ricard, enfant, 1748-1750, pastel sur papier gris, 44 × 34 cm, Musée du Louvre, Paris[32]
- Autoportrait au jabot de dentelle, 1751, pastel, Amiens, musée de Picardie
- Portrait de Zanetta Rosa Giovanna Benozzi dite Silvia, 1751, pastel, 66.5 x 56.4 cm, musée du Louvre[33]
- Mademoiselle Ferrand médite sur Newton, vers 1752, Pastel, 73 × 60 cm, Alte Pinakothek, Munich[34]
- Portrait de Jean-Jacques Rousseau (1712-1778), vers 1753, pastel sur papier gris marouflé sur toile, 46 × 38 cm, Musée d'art et d'histoire de Genève[35]
- La Marquise de Pompadour, 1755, pastel sur papier bleu, 175 × 128 cm, Musée du Louvre, Paris[36]
- La Femme au miroir dite marquise de Biencourt, 1770, pastel sur papier, Musée des arts décoratifs de Lyon[37]
- Autoportrait, 1776, Pastel sur papier bleu, 60 × 51 cm, Musée du Louvre, Paris [38]
- Louis XV, pastel sur papier bleu monté sur toile, 66 × 58 cm, Musée du Louvre, Paris
- Louis XV (non datée), huile sur toile marouflée sur bois, 66,5 x 53,5 cm, Musée de la civilisation, collection du Séminaire de Québec, restauration effectuée par l'Institut canadien de conservation.
- Louis, dauphin (non datée), huile sur toile marouflée sur bois, 66,5 x 53,5 cm, Musée de la civilisation, collection du Séminaire de Québec, Québec
- Marie Leszczynska (non datée), huile sur toile marouflée sur bois, 66,5 x 53,5 cm, Musée de la civilisation, collection du Séminaire de Québec
- Portrait d’un jeune Noir, vers 1741, pastel sur papier collé en plein sur carton, 40 x 31,5 cm, musée des Beaux-Arts d’Orléans[39].

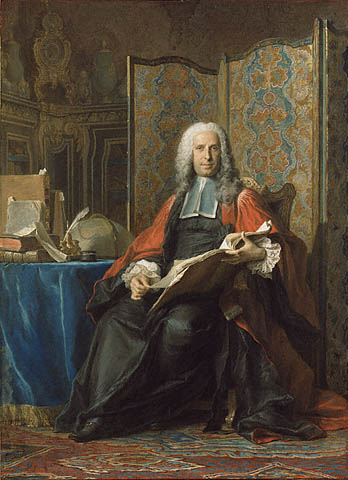
Portrait de Gabriel Bernard de Rieux (Salon de 1741) Los Angeles, Getty Center
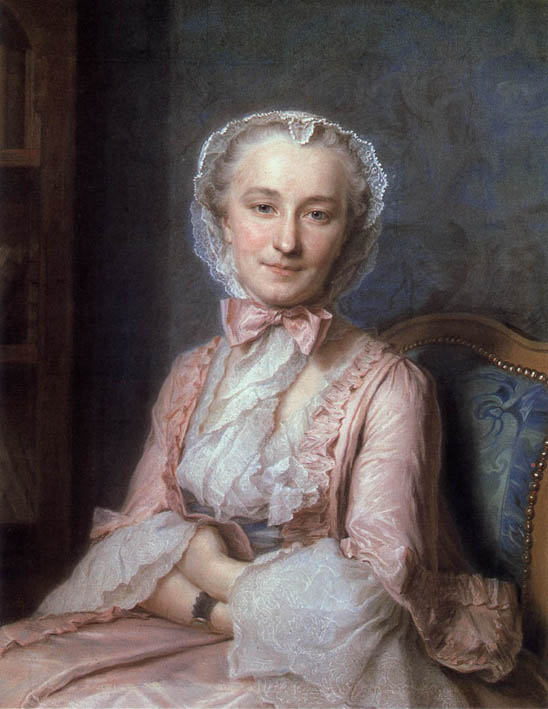
Mademoiselle Sallé (1741) Lisbonne, Musée Calouste-Gulbenkian
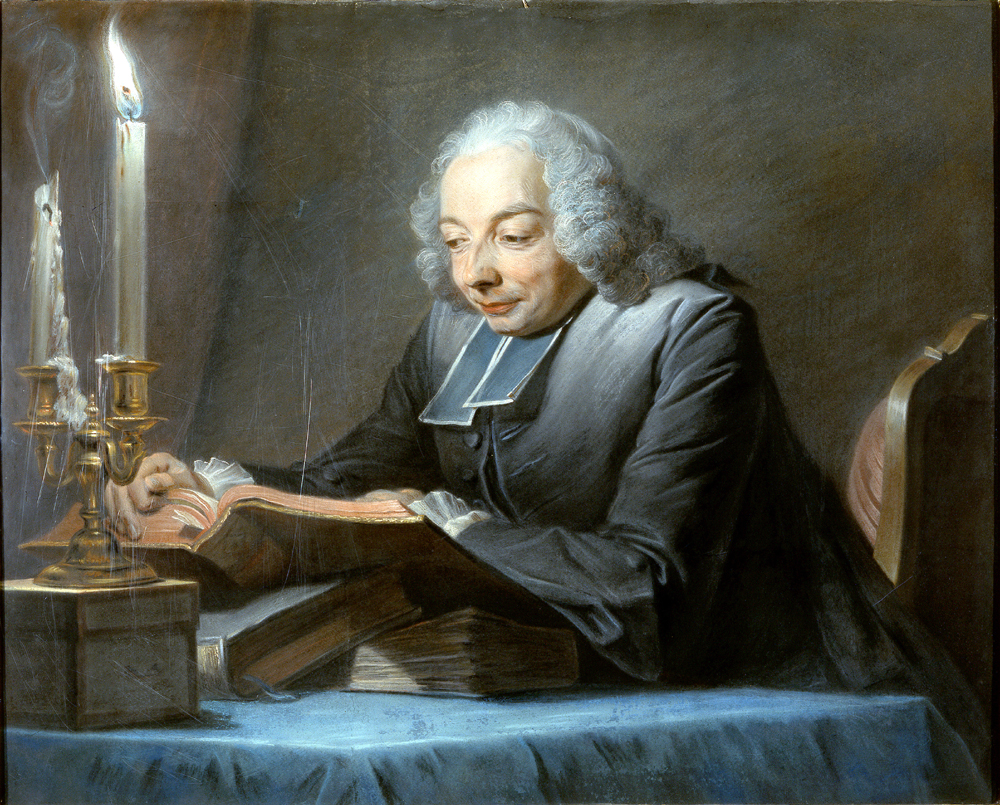
Abbé Jean-Jacques Huber (1742) Saint-Quentin, musée Antoine-Lécuyer
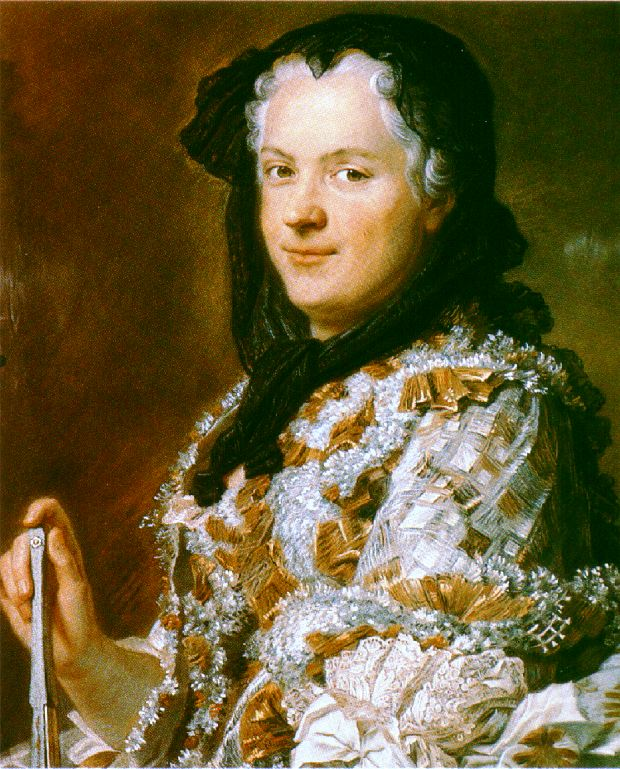
Marie Leczinska, reine de France (Salon de 1748) Paris, Musée du Louvre
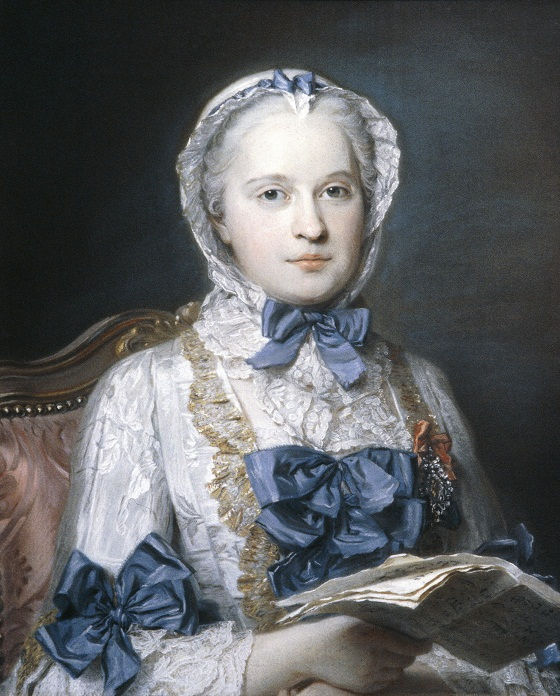
Marie-Josèphe de Saxe, dauphine (1749) Dresde,Gemäldegalerie Alte Meister
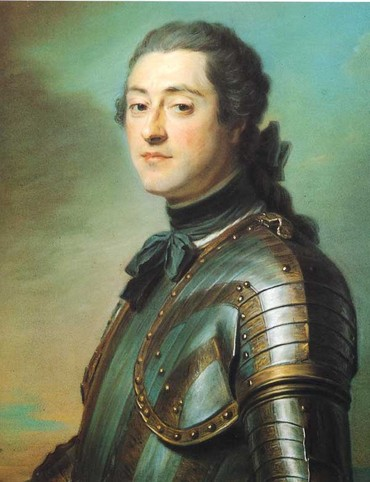
Le marquis de Voyer d’Argenson (v. 1753) Saint-Quentin, musée Antoine-Lécuyer
Jean-Jacques Rousseau (exposé au Salon de 1753) Saint-Quentin, Musée Antoine Lécuyer
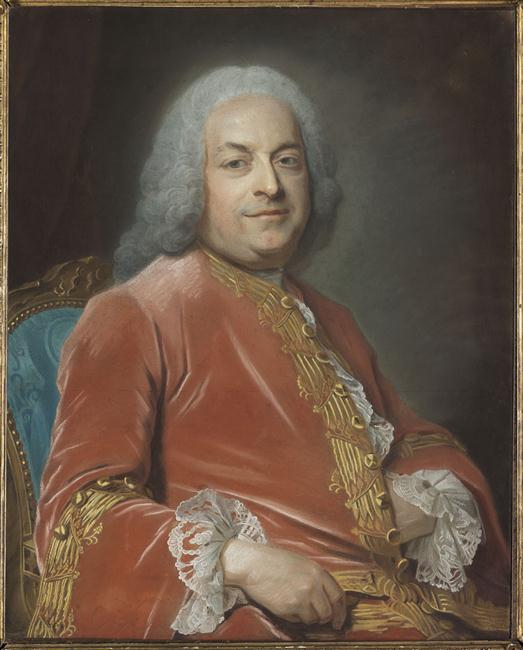
Antoine Gaspard Grimod de La Reynière (1751) Saint-Quentin, Musée Antoine Lécuyer
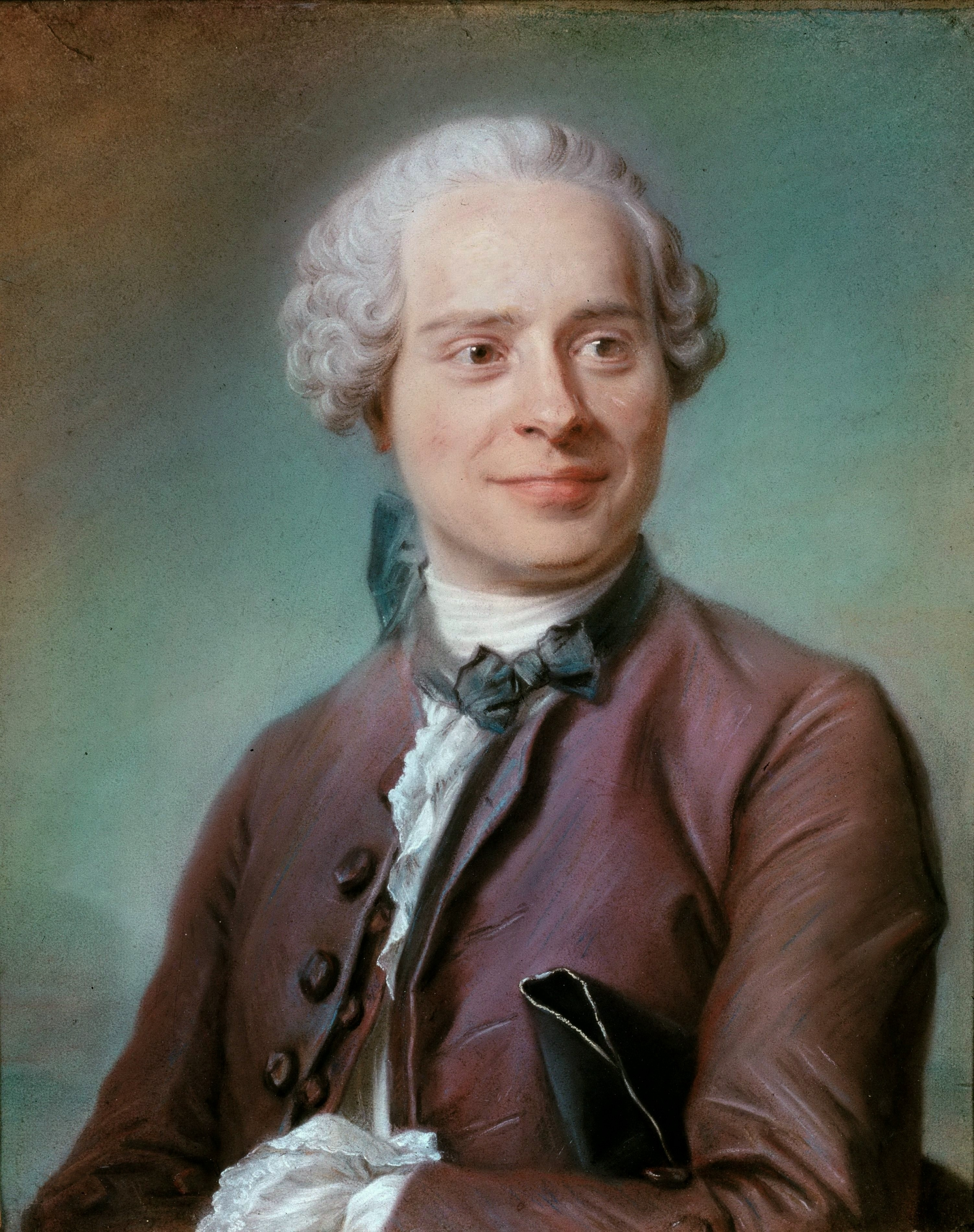
Jean Le Rond d'Alembert (1753) Paris, Musée du Louvre
Marie Fel (1757) Saint-Quentin, musée Antoine-Lécuyer
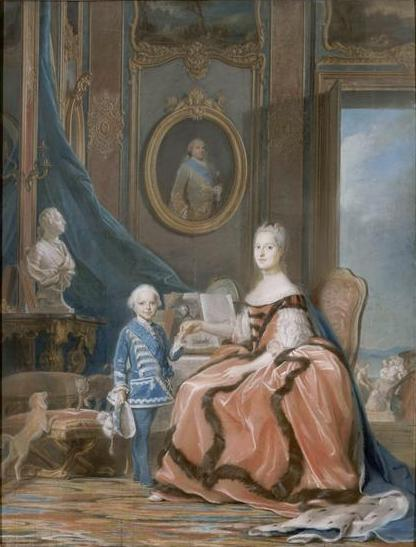
Madame la Dauphine et le duc de Bourgogne (1761) Saint Quentin, Musée Antoine Lécuyer
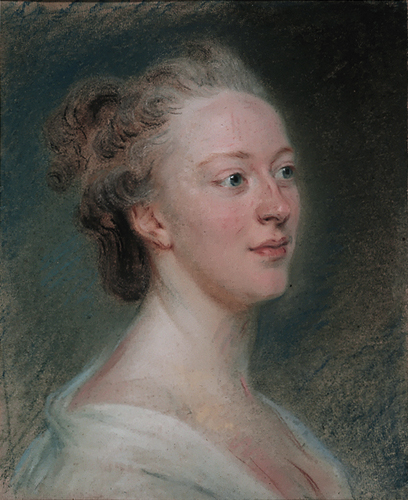
Isabelle de Charrière (1766) Genève, Musée d'Art et d'Histoire

### Interprétation en gravure
- Eugène Leguay, Portrait de Voltaire d'après Quentin de La Tour, British Museum, Londres[40].
- Jean-François Pourvoyeur, autre interprétation du même Portrait de Voltaire, British Museum, Londres[41].

### Numismatique
- Billet de 50 francs Quentin de La Tour (1976-1992).

#### Bases de données et dictionnaires
- Ressources relatives aux beaux-arts :   - AGORHA
  - Art Institute of Chicago
  - Art UK
  - Artists of the World Online
  - Bénézit
  - British Museum
  - Collection de peintures de l'État de Bavière
  - Grove Art Online
  - J. Paul Getty Museum
  - Musée national du Victoria
  - MutualArt
  - National Gallery of Art
  - National Portrait Gallery
  - Nationalmuseum
  - RKDartists
  - Royal Academy of Arts
  - Union List of Artist Names
- Ressource relative à la musique :   - MusicBrainz
- Ressource relative à la recherche :   - Isidore
- Notices dans des dictionnaires ou encyclopédies généralistes :   - Britannica
  - Brockhaus
  - Den Store Danske Encyklopædi
  - Deutsche Biographie
  - Enciclopedia italiana
  - Gran Enciclopèdia Catalana
  - Hrvatska Enciklopedija
  - Internetowa encyklopedia PWN
  - Nationalencyklopedin
  - Store norske leksikon
  - Treccani
  - Universalis
- Notices d'autorité :   - VIAF
  - ISNI
  - BnF (données)
  - IdRef
  - LCCN
  - GND
  - Italie
  - Espagne
  - Belgique
  - Pays-Bas
  - Pologne
  - Israël
  - NUKAT
  - Vatican
  - Norvège
  - Tchéquie
  - Portugal
  - Lettonie